# Konvention von Westminster
Die Konvention von Westminster war ein Garantievertrag zwischen Friedrich II. – König in Preußen – und Georg II. von Großbritannien und Hannover. An seinem Zustandekommen hatte der wenige Monate zuvor geschlossene (wenn auch nie ratifizierte) britisch-russische Vertrag von Sankt Petersburg (1755) bedeutenden Anteil.

## Inhalt
In dem von General Hans Karl von Winterfeldt verhandelten und am 16. Januar 1756 abgeschlossenen Abkommen verpflichteten sich die beiden Vertragsparteien, sich einem Ein- und Durchmarsch der Truppen anderer Staaten durch das Kurfürstentum Hannover zu widersetzen und den Frieden in Deutschland aufrechtzuerhalten.

## Hintergrund
Seit 1714 der englische Königsthron an das Haus Hannover gefallen war, erwiesen sich dessen deutsche Stammlande, bei einer Auseinandersetzung Großbritanniens mit einer europäischen Großmacht, als geopolitische Achillesferse. Britanniens Herrscher mussten stets fürchten, dass, im Falle eines europäischen Krieges, Hannover von Feinden besetzt und als Faustpfand bei späteren Verhandlungen eingesetzt werden könnte. Da die britische Regierung seit der Militärdiktatur Oliver Cromwells die eigene Armee bewusst klein hielt, dafür aber umso mehr in den Aufbau und Unterhalt einer starken Kriegsflotte investierte, benötigte sie für den Schutz der hannoverschen Stammlande ihrer Herrscher einen Verbündeten. Dieser sollte als „Festlandsdegen“ den Bestand Hannovers wahren. Die kurhannoversche Armee war, mit knapp 30.000 Mann (1755), für diese Aufgabe zu klein und hätte dem Angriff einer europäischen Großmacht (Frankreich, Österreich, Russland, seit 1763 endgültig auch Preußen) nicht über längere Zeit Stand halten können.
1754 war es zwischen Großbritannien und seinem traditionellen Gegner, Frankreich, erneut zum Konflikt gekommen. Noch beschränkte er sich auf Kämpfe in Übersee, um den Kolonialbesitz in Indien und Nordamerika. Großbritannien fürchtete jedoch ein Überspringen des Krieges auf Europa und versuchte, Hannover vor Frankreich oder dessen bisherigen Verbündeten, Preußen, zu schützen. Dazu hatte es bereits mit Russland sondiert und war mit diesem, Ende September 1755, in Sankt Petersburg zu einem Vertrag gekommen. Das Abkommen war klar gegen Preußen gerichtet, obwohl dieses im Vertrag ungenannt blieb. Obwohl das angedachte Bündnis letztlich nicht zum Tragen kam, taten die britisch-russischen Verhandlungen doch ihre Wirkung: Denn sobald Preußen davon erfuhr, zeigte es sich bereit, mit Großbritannien zu kollaborieren, da es ein Zusammengehen des expansionsfreudigen Zarenreichs mit dem revanchelüsternen Habsburgerreich fürchtete.
Friedrich II. unterschätze ganz offenkundig das Risiko, über seine Annäherung an Großbritannien, seinen Partner Frankreich zu verprellen. Die Bourbonenmonarchie war seit 1741 (auf 15 Jahre) mit Preußen verbündet und hatte sich 1748 dem ein Jahr zuvor zwischen Preußen und Schweden ausgehandelten, anti-russischen Bündnis angeschlossen (Tripelallianz). Seit der Eroberung und Behauptung Schlesiens während der ersten beiden Schlesischen Kriege war Österreich Preußens Hauptgegner. Zugleich war die Habsburgermonarchie traditionell mit Frankreich verfeindet, das in Großbritannien seinen zweiten Erzrivalen hatte. Der Preußenkönig wähnte sich nach dem Abschluss der Konvention von Westminster – quasi als Scharnier oder Eckstein diverser Bündnisabschlüsse – vor allen Feinden sicher: Formal war jetzt Preußen gleichzeitig mit Frankreich und Großbritannien verbündet, wobei letzteres seit dem Petersburger Vertrag vermeintlich Russland kontrollierte. 
Österreich stand in den Augen des Hohenzollernherrschers nun allein da: Habsburgs Allianz mit Großbritannien war 1755 zerbrochen, nachdem Wien sich geweigert hatte, auf englischen Wunsch hin seine Truppen in den Österreichischen Niederlanden zu verstärken. Russland war seit 1746 mit Österreich verbündet, schien aber neutralisiert, als ihm dank des Sankt Petersburger Vertrags britische Subsidienzahlungen winkten. Gleichzeitig galt eine Allianz der Habsburger mit den Bourbonen allgemein als nahezu undenkbar. Ohne die Unterstützung Russlands aber, so Friedrichs II. Kalkül, würde Österreich nicht gegen Preußen vorgehen.

„Friedrich glaubte so, den russischen Bären an die englische Kette gelegt zu haben, und meinte, die Kriegsgefahr wäre beseitigt, weil ohne die Unterstützung Russlands auch Österreich keinen Krieg wagen würde.“

Umgekehrt hoffte vermutlich auch die britische Regierung, über das Bündnis mit Preußen seinen Gegner Frankreich neutralisiert zu haben, da Bourbonen und die Hohenzollern fürs erste immer noch miteinander verbündet waren. Bei einem Einmarsch Frankreichs in Hannover wäre es außerdem nicht unvorstellbar gewesen, dass Österreich die Gelegenheit genutzt hätte, um gegen den Erzrivalen vorzugehen, der ihm während des Österreichischen Erbfolgekrieges lange schwer zugesetzt und so dem Verlust Schlesiens an Preußen Vorschub geleistet hatte.

## Folgen
Die Planspiele Friedrichs – und auch Großbritanniens – erwiesen sich rasch als Trugschluss, da sich Frankreich düpiert sah und, nach anfänglichem Zögern, auf die österreichischen Annäherungsversuche einging. Russlands Zarin Elisabeth war über Englands Doppelspiel empört und trat am 22. Januar 1757 dem französisch-österreichischen Bündnis bei. Die Westminster-Konvention leitete somit das Renversement des alliances ein und begünstigte den Ausbruch des Siebenjährigen Krieges, der Preußen an den Rand des finanziellen und existentiellen Ruins führen sollte.
Kurhannover konnte während des Krieges nur unter Mühen gegen die Franzosen gehalten werden. Schon Ende 1757 wurde es erstmals von französischen Truppen besetzt, als die britisch-hannoversche Observationsarmee, in der Schlacht bei Hastenbeck (26. Juli 1757), eine empfindliche Niederlage eingesteckt hatte und der damalige Befehlshaber, der Duke of Cumberland, zum Abschluss der Konvention von Kloster Zeven gezwungen worden war. Einen Monat vorher waren die Preußen in der Schlacht bei Kolin (18. Juni 1757) vernichtend geschlagen worden, so dass Friedrich II. zunächst außerstande war, Hannover vertragsgemäß zu entsetzen. Nachdem das Kriegsglück auf dem westdeutschen Kriegsschauplatz – wie anderswo – wiederholt wechselte, konnte Kurhannover erst nach der von Herzog Ferdinand von Braunschweig siegreich geführten Schlacht bei Wilhelmsthal (24. Juni 1762) endgültig von den Franzosen befreit werden.

## Belege
1. ↑  Olaf Groehler: Die Kriege Friedrichs II. 2. Auflage. Deutscher Militärverlag, Berlin 1968, S. 74.